# الوداد الرياضي بالحامة
الوداد الرياضي بالحامة هو فريق كرة قدم تونسي تأسس عام 1974 في مدينة الحامة ، ولاية قابس يلعب هذا الفريق في الرابطة التونسية الثالثة لكرة القدم مستوى أول في موسم 2020 - 2021.

## وصلة خارجية
- صفحة الوداد الرياضي بالحامة على موقع كوووة.